# Canton de l'Adour-Gersoise
Le canton de l'Adour-Gersoise est une circonscription électorale française du département du Gers créée par le décret du 26 février 2014 et entrée en vigueur lors des premières élections départementales suivant la publication du décret.

## Histoire
Un nouveau découpage territorial du Gersentre en vigueur à l'occasion des élections départementales de 2015. Il est défini par le décret du 26 février 2014, en application des lois du 17 mai 2013 (loi organique 2013-402 et loi 2013-403). Les conseillers départementaux sont, à compter de ces élections, élus au scrutin majoritaire binominal mixte. Les électeurs de chaque canton élisent au Conseil départemental, nouvelle appellation du Conseil général, deux membres de sexe différent, qui se présentent en binôme de candidats. Les conseillers départementaux sont élus pour 6 ans au scrutin binominal majoritaire à deux tours, l'accès au second tour nécessitant 12,5 % des inscrits au 1er tour. En outre la totalité des conseillers départementaux est renouvelée. Ce nouveau mode de scrutin nécessite un redécoupage des cantons dont le nombre est divisé par deux avec arrondi à l'unité impaire supérieure si ce nombre n'est pas entier impair, assorti de conditions de seuils minimaux. Dans le Gers, le nombre de cantons passe ainsi de 31 à 17.
Le canton de l'Adour-Gersoise est formé de communes des anciens cantons de Aignan (11 communes), de Riscle (21 communes) et de Plaisance (3 communes). Le canton est entièrement inclus dans l'arrondissement de Mirande. Le bureau centralisateur est situé à Riscle.

## Représentation
| Période élective | Période élective | Mandat | Mandat   | Identité           | Nuance | Nuance | Qualité                                                                              |
| ---------------- | ---------------- | ------ | -------- | ------------------ | ------ | ------ | ------------------------------------------------------------------------------------ |
| 2015             | 2021             | 2015   | 2021     | Hélène Coomans     |        | DVD    | Médecin généraliste, conseillère municipale de Riscle, adjointe au maire depuis 2020 |
| 2015             | 2021             | 2015   | 2021     | Christophe Terrain |        | UDI    | Agriculteur retraité Maire de Riscle                                                 |
| 2021             | 2028             | 2021   | en cours | René Castets       |        | DVD    | Vigneron, maire délégué de Cannet                                                    |
| 2021             | 2028             | 2021   | en cours | Chantal Sarniguet  |        | DVD    | Première adjointe au maire d'Aignan                                                  |

### Résultats détaillés

#### Élections de mars 2015
Lors des élections départementales de 2015, le binôme composé de Hélène Coomans et Christophe Terrain (DVD) est élu au premier tour avec 59,97 % des suffrages exprimés, devant le binôme composé de Geneviève Laborde et Marc Payros (PS) (40,03 %). Le taux de participation est de 66,1 % (4 903 votants sur 7 417 inscrits) contre 60,11 % au niveau départemental et 50,17 % au niveau national.

#### Élections de juin 2021
Le premier tour des élections départementales de 2021 est marqué par un très faible taux de participation (33,26 % au niveau national). Dans le canton de l'Adour-Gersoise, ce taux de participation est de 50,46 % (3 766 votants sur 7 464 inscrits) contre 44,9 % au niveau départemental. À l'issue de ce premier tour, deux binômes sont en ballottage : René Castets et Chantal Sarniguet (DVD, 51,12 %) et Marie-Pierre Desbons et Thibault Renaudin (DVG, 40,57 %).
Le second tour des élections est marqué une nouvelle fois par une abstention massive équivalente au premier tour. Les taux de participation sont de 34,36 % au niveau national, 44,59 % dans le département et 53,19 % dans le canton de l'Adour-Gersoise. René Castets et Chantal Sarniguet (DVD) sont élus avec 51,77 % des suffrages exprimés (1 941 voix pour 3 975 votants et 7 473 inscrits),,.

## Composition
Le canton de l'Adour-Gersoise comprenait trente-cinq communes entières à sa création.
À la suite de la fusion, au 1er janvier 2019, de Cannet et de Riscle pour former la commune de Riscle, le nombre de communes descend à 34.
| Nom                            | Code Insee | Intercommunalité      | Superficie (km2) | Population (dernière pop. légale) | Densité (hab./km2) | Modifier                                    |
| ------------------------------ | ---------- | --------------------- | ---------------- | --------------------------------- | ------------------ | ------------------------------------------- |
| Riscle (bureau centralisateur) | 32344      | CC Armagnac Adour     | 36,55            | 1 643 (2022)                      | 45                 | modifier les données · modifier les données |
| Aignan                         | 32001      | CC Armagnac Adour     | 32,16            | 722 (2022)                        | 22                 | modifier les données · modifier les données |
| Arblade-le-Bas                 | 32004      | CC d'Aire-sur-l'Adour | 7,67             | 131 (2022)                        | 17                 | modifier les données · modifier les données |
| Aurensan                       | 32017      | CC d'Aire-sur-l'Adour | 6,33             | 132 (2022)                        | 21                 | modifier les données · modifier les données |
| Avéron-Bergelle                | 32022      | CC Armagnac Adour     | 14,70            | 182 (2022)                        | 12                 | modifier les données · modifier les données |
| Barcelonne-du-Gers             | 32027      | CC d'Aire-sur-l'Adour | 20,29            | 1 378 (2022)                      | 68                 | modifier les données · modifier les données |
| Bernède                        | 32046      | CC d'Aire-sur-l'Adour | 8,18             | 186 (2022)                        | 23                 | modifier les données · modifier les données |
| Bouzon-Gellenave               | 32063      | CC Armagnac Adour     | 10,29            | 163 (2022)                        | 16                 | modifier les données · modifier les données |
| Cahuzac-sur-Adour              | 32070      | CC Armagnac Adour     | 6,62             | 198 (2022)                        | 30                 | modifier les données · modifier les données |
| Castelnavet                    | 32081      | CC Armagnac Adour     | 18,06            | 116 (2022)                        | 6,4                | modifier les données · modifier les données |
| Caumont                        | 32093      | CC Armagnac Adour     | 7,15             | 103 (2022)                        | 14                 | modifier les données · modifier les données |
| Corneillan                     | 32108      | CC d'Aire-sur-l'Adour | 8,47             | 156 (2022)                        | 18                 | modifier les données · modifier les données |
| Fustérouau                     | 32135      | CC Armagnac Adour     | 7,85             | 130 (2022)                        | 17                 | modifier les données · modifier les données |
| Gée-Rivière                    | 32145      | CC d'Aire-sur-l'Adour | 2,74             | 44 (2022)                         | 16                 | modifier les données · modifier les données |
| Goux                           | 32151      | CC Armagnac Adour     | 5,36             | 63 (2022)                         | 12                 | modifier les données · modifier les données |
| Labarthète                     | 32170      | CC Armagnac Adour     | 11,09            | 146 (2022)                        | 13                 | modifier les données · modifier les données |
| Lannux                         | 32192      | CC d'Aire-sur-l'Adour | 12,83            | 220 (2022)                        | 17                 | modifier les données · modifier les données |
| Lelin-Lapujolle                | 32209      | CC Armagnac Adour     | 13,56            | 276 (2022)                        | 20                 | modifier les données · modifier les données |
| Loussous-Débat                 | 32218      | CC Armagnac Adour     | 5,07             | 73 (2022)                         | 14                 | modifier les données · modifier les données |
| Margouët-Meymes                | 32235      | CC Armagnac Adour     | 17,69            | 159 (2022)                        | 9,0                | modifier les données · modifier les données |
| Maulichères                    | 32244      | CC Armagnac Adour     | 6,18             | 157 (2022)                        | 25                 | modifier les données · modifier les données |
| Maumusson-Laguian              | 32245      | CC Armagnac Adour     | 9,30             | 143 (2022)                        | 15                 | modifier les données · modifier les données |
| Pouydraguin                    | 32325      | CC Armagnac Adour     | 9,71             | 123 (2022)                        | 13                 | modifier les données · modifier les données |
| Projan                         | 32333      | CC d'Aire-sur-l'Adour | 11,78            | 182 (2022)                        | 15                 | modifier les données · modifier les données |
| Sabazan                        | 32354      | CC Armagnac Adour     | 8,26             | 127 (2022)                        | 15                 | modifier les données · modifier les données |
| Saint-Germé                    | 32378      | CC Armagnac Adour     | 9,55             | 509 (2022)                        | 53                 | modifier les données · modifier les données |
| Saint-Mont                     | 32398      | CC Armagnac Adour     | 12,59            | 313 (2022)                        | 25                 | modifier les données · modifier les données |
| Sarragachies                   | 32414      | CC Armagnac Adour     | 12,83            | 220 (2022)                        | 17                 | modifier les données · modifier les données |
| Ségos                          | 32424      | CC d'Aire-sur-l'Adour | 8,67             | 248 (2022)                        | 29                 | modifier les données · modifier les données |
| Tarsac                         | 32439      | CC Armagnac Adour     | 4,51             | 158 (2022)                        | 35                 | modifier les données · modifier les données |
| Termes-d'Armagnac              | 32443      | CC Armagnac Adour     | 10,05            | 199 (2022)                        | 20                 | modifier les données · modifier les données |
| Vergoignan                     | 32460      | CC d'Aire-sur-l'Adour | 10,44            | 316 (2022)                        | 30                 | modifier les données · modifier les données |
| Verlus                         | 32461      | CC Armagnac Adour     | 6,19             | 122 (2022)                        | 20                 | modifier les données · modifier les données |
| Viella                         | 32463      | CC Armagnac Adour     | 22,02            | 523 (2022)                        | 24                 | modifier les données · modifier les données |
| Canton de l'Adour-Gersoise     | 3201       |                       | 394,74           | 9 561 (2022)                      | 24                 | modifier les données                        |

## Démographie
En 2022, le canton comptait 9 561 habitants, en évolution de −2,59 % par rapport à 2016 (Gers : +1,04 %, France hors Mayotte : +2,11 %).
| 2013  | 2018  | 2022  |
| ----- | ----- | ----- |
| 9 776 | 9 816 | 9 561 |